# Турнир ЭКСПО 1910
Турнир ЭКСПО 1910 (официальное название Tournoi International de l'Exposition de Bruxelles) — международный футбольный турнир, приуроченный к проведению Всемирной выставки-1910 в Брюсселе.
Этот турнир продолжил традицию включения спортивных состязаний в программу международных выставок ЭКСПО — ранее аналогичные футбольные турниры проходили во время ЭКСПО-1900 (Париж) и 1904 (Сент-Луис). На заре развития европейского футбола эти турниры стали одними из предшественников позднейших европейских кубков под эгидой УЕФА.

## Организация и проведение турнира
Организатором турнира выступил Спортивный оргкомитет выставки при участии бельгийской футбольной ассоциации. Матчи проводились на специально возведённом временном стадионе под названием «Равнина Спорта» (Plaine des Sports), включавшем трибуны, павильоны и помещения для спортсменов и вмещавшем до 10 тысяч зрителей.

### Участники турнира
Для участия в турнире были приглашены 8 команд.
| Страна             | Команда                       | Титул (достижение)                                                                  |
| ------------------ | ----------------------------- | ----------------------------------------------------------------------------------- |
| Бельгия            | «Юнион Сент-Жиллуаз» Брюссель | Чемпион Бельгии 1909/1910                                                           |
| Бельгия            | «Брюгге»                      | Вице-чемпион Бельгии 1909/1910                                                      |
| Бельгия            | «Серкль Брюгге»               | Бронзовый призер чемпионата Бельгии 1909/1910                                       |
| Бельгия            | «Даринг» Брюссель             | IV место в чемпионате Бельгии 1909/1910                                             |
| Англия             | «Нозерн Номадс» Ливерпуль     | Чемпион Amateur Alliance League 1908/1909                                           |
| Нидерланды         | HVV Гаага                     | Чемпион Нидерландов 1909/1910                                                       |
| Германская империя | «Дуйсбургер» SV               | Чемпион Западной Германии 1909/1910, четвертьфиналист чемпионата Германии 1909/1910 |
| Австро-Венгрия     | «Дойчер» ФК Прага             | Лучший клуб Судетской области                                                       |

Хозяева были представлены четырьмя лучшими клубами по итогам чемпионата; в их составе выступали практически все футболисты национальной сборной, в том числе будущие олимпийские чемпионы 1920 года Луи ван Хеге, Жорж Эбдин, Оскар Фербейк. «Юнион Сент-Жиллуаз» был на турнире усилен рядом ведущих игроков других клубов — в частности, в нём выступали нападающий Ваграм Кеворкян (подданный Российской империи), англичане Джерард Льюис и Роберт Клейтон из клуба «Беерсхот» Антверпен.
Действующего чемпиона Нидерландов, являвшегося на то время базовым клубом национальной сборной, также усилили Маннес Франкен из «Харлем» ФК — лучший бомбардир сборной Нидерландов тех времён, и полузащитник Вик Гонсалвес из HBS Гаага — также игрок сборной.
Любительский клуб «Нозерн Номадс», формально представлявший Ливерпуль, в преддверии турнира был преобразован в один из вариантов британской любительской сборной (как это было принято в те годы в британском любительском футболе при формировании команд, совершавших турне в континентальную Европу) — в него широко привлекались сторонние футболисты-любители, имеющие возможность по роду основной деятельности выступить в матчах данного турне; причём это были не только англичане — в составе этого клуба выступал игрок сильнейшего шотландского любительского клуба «Куинз Парк» Роберт "Боб" МакКолл, недавний лидер и один из лучших бомбардиров сборной Шотландии тех времён, неоднократный победитель в ее составе «домашнего» Чемпионата Великобритании, один из немногих футболистов, официально перешедших из профессионалов в любители. Также в «Куинз Парк» выступал другой нападающий англичанин Эккерсли Мэнсфилд, который, как и другие игроки из этого состава команды (шотландец Джон МакКенна, Джон Уильям Сванн, Джон Бардсли и другие), имели опыт выступления в матчах английской футбольной лиги за ее ведущие клубы, а также неоднократно играли за любительские сборные своих стран. Ворота «Нозерн Номадс» на этом турнире защищал Рональд "Рон" Бребнер (выступавший за «Челси» и «Дарлингтон»), входивший в оба чемпионских состава сборной Великобритании на Олимпийских играх 1908 и 1912 годов.
Клуб «Дойчер» ФК был основан немецкими евреями Праги и первоначально позиционировался как часть немецкого футбола. В указанное время этот клуб не имел отношения к собственно чешскому футболу, в официальных турнирах не участвовал, проводя много товарищеских встреч как с командами Австрии, Богемии, Венгрии, так и с другими европейскими и британскими командами. Авторитет клуба был достаточно высок; ряд его футболистов выступал за сборную Австрии — в том числе участниками Олимпиады 1912 года в ее составе стали игравшие на данном турнире Роберт Мерц, Ладислаус Курпель и Роберт Цимера.

### Регламент
Турнир проводился по олимпийской системе. В случае, если основное время матча не выявляло победителя, назначалось дополнительное (2 тайма по 15 минут) до забитого гола. Если и оно не приносило победу одной из команд, встреча целиком переигрывалась на следующий день. Замены игроков в матчах не были предусмотрены.

## Ход турнира

### Турнирная сетка
|  | 1/4 финала           | 1/4 финала           | 1/4 финала           | 1/4 финала           | 1/4 финала           | 1/4 финала           | 1/4 финала           | 1/4 финала           | 1/4 финала           | 1/4 финала           |                      |                      | 1/2 финала           | 1/2 финала           | 1/2 финала           | 1/2 финала           | 1/2 финала           | 1/2 финала           | 1/2 финала           | 1/2 финала | 1/2 финала | 1/2 финала |                 |                 | Финал           | Финал           | Финал           | Финал           | Финал           | Финал           | Финал           | Финал | Финал | Финал |
|  |                      |                      |                      |                      |                      |                      |                      |                      |                      |                      |                      |                      |                      |                      |                      |                      |                      |                      |                      |            |            |            |                 |                 |                 |                 |                 |                 |                 |                 |                 |       |       |       |
|  | «Нозерн Номадс»      | «Нозерн Номадс»      | «Нозерн Номадс»      | «Нозерн Номадс»      | «Нозерн Номадс»      | «Нозерн Номадс»      | «Нозерн Номадс»      | «Нозерн Номадс»      | «Нозерн Номадс»      | 1 2                  |                      |                      |                      |                      |                      |                      |                      |                      |                      |            |            |            |                 |                 |                 |                 |                 |                 |                 |                 |                 |       |       |       |
|  | «Нозерн Номадс»      | «Нозерн Номадс»      | «Нозерн Номадс»      | «Нозерн Номадс»      | «Нозерн Номадс»      | «Нозерн Номадс»      | «Нозерн Номадс»      | «Нозерн Номадс»      | «Нозерн Номадс»      | 1 2                  |                      |                      |                      |                      |                      |                      |                      |                      |                      |            |            |            |                 |                 |                 |                 |                 |                 |                 |                 |                 |       |       |       |
|  | «Даринг»             | «Даринг»             | «Даринг»             | «Даринг»             | «Даринг»             | «Даринг»             | «Даринг»             | «Даринг»             | «Даринг»             | 1 0                  |                      |                      |                      |                      |                      |                      |                      |                      |                      |            |            |            |                 |                 |                 |                 |                 |                 |                 |                 |                 |       |       |       |
|  | «Даринг»             | «Даринг»             | «Даринг»             | «Даринг»             | «Даринг»             | «Даринг»             | «Даринг»             | «Даринг»             | «Даринг»             | 1 0                  | «Нозерн Номадс»      | «Нозерн Номадс»      | «Нозерн Номадс»      | «Нозерн Номадс»      | «Нозерн Номадс»      | «Нозерн Номадс»      | «Нозерн Номадс»      | «Нозерн Номадс»      | «Нозерн Номадс»      | 2          |            |            |                 |                 |                 |                 |                 |                 |                 |                 |                 |       |       |       |
|  |                      |                      |                      |                      |                      |                      |                      |                      |                      |                      | «Нозерн Номадс»      | «Нозерн Номадс»      | «Нозерн Номадс»      | «Нозерн Номадс»      | «Нозерн Номадс»      | «Нозерн Номадс»      | «Нозерн Номадс»      | «Нозерн Номадс»      | «Нозерн Номадс»      | 2          |            |            |                 |                 |                 |                 |                 |                 |                 |                 |                 |       |       |       |
|  |                      |                      | HVV Гаага            | HVV Гаага            | HVV Гаага            | HVV Гаага            | HVV Гаага            | HVV Гаага            | HVV Гаага            | HVV Гаага            | HVV Гаага            | 0                    |                      |                      |                      |                      |                      |                      |                      |            |            |            |                 |                 |                 |                 |                 |                 |                 |                 |                 |       |       |       |
|  | HVV Гаага            | HVV Гаага            | HVV Гаага            | HVV Гаага            | HVV Гаага            | HVV Гаага            | HVV Гаага            | HVV Гаага            | HVV Гаага            | HVV Гаага            | HVV Гаага            | 0                    | 2                    |                      |                      |                      |                      |                      |                      |            |            |            |                 |                 |                 |                 |                 |                 |                 |                 |                 |       |       |       |
|  | HVV Гаага            | HVV Гаага            | HVV Гаага            | HVV Гаага            | HVV Гаага            | HVV Гаага            | HVV Гаага            | HVV Гаага            | HVV Гаага            |                      |                      |                      | 2                    |                      |                      |                      |                      |                      |                      |            |            |            |                 |                 |                 |                 |                 |                 |                 |                 |                 |       |       |       |
|  | «Серкль Брюгге»      | «Серкль Брюгге»      | «Серкль Брюгге»      | «Серкль Брюгге»      | «Серкль Брюгге»      | «Серкль Брюгге»      | «Серкль Брюгге»      | «Серкль Брюгге»      | «Серкль Брюгге»      | 1                    |                      |                      |                      |                      |                      |                      |                      |                      |                      |            |            |            |                 |                 |                 |                 |                 |                 |                 |                 |                 |       |       |       |
|  | «Серкль Брюгге»      | «Серкль Брюгге»      | «Серкль Брюгге»      | «Серкль Брюгге»      | «Серкль Брюгге»      | «Серкль Брюгге»      | «Серкль Брюгге»      | «Серкль Брюгге»      | «Серкль Брюгге»      | 1                    |                      |                      |                      |                      |                      |                      |                      |                      |                      |            |            |            | «Нозерн Номадс» | «Нозерн Номадс» | «Нозерн Номадс» | «Нозерн Номадс» | «Нозерн Номадс» | «Нозерн Номадс» | «Нозерн Номадс» | «Нозерн Номадс» | «Нозерн Номадс» | 2     |       |       |
|  |                      |                      |                      |                      |                      |                      |                      |                      |                      |                      |                      |                      |                      |                      |                      |                      |                      |                      |                      |            |            |            | «Нозерн Номадс» | «Нозерн Номадс» | «Нозерн Номадс» | «Нозерн Номадс» | «Нозерн Номадс» | «Нозерн Номадс» | «Нозерн Номадс» | «Нозерн Номадс» | «Нозерн Номадс» | 2     |       |       |
|  |                      |                      | «Юнион Сент-Жиллуаз» | «Юнион Сент-Жиллуаз» | «Юнион Сент-Жиллуаз» | «Юнион Сент-Жиллуаз» | «Юнион Сент-Жиллуаз» | «Юнион Сент-Жиллуаз» | «Юнион Сент-Жиллуаз» | «Юнион Сент-Жиллуаз» | «Юнион Сент-Жиллуаз» | 0                    |                      |                      |                      |                      |                      |                      |                      |            |            |            |                 |                 |                 |                 |                 |                 |                 |                 |                 |       |       |       |
|  | «Юнион Сент-Жиллуаз» | «Юнион Сент-Жиллуаз» | «Юнион Сент-Жиллуаз» | «Юнион Сент-Жиллуаз» | «Юнион Сент-Жиллуаз» | «Юнион Сент-Жиллуаз» | «Юнион Сент-Жиллуаз» | «Юнион Сент-Жиллуаз» | «Юнион Сент-Жиллуаз» | «Юнион Сент-Жиллуаз» | «Юнион Сент-Жиллуаз» | 0                    | 6                    |                      |                      |                      |                      |                      |                      |            |            |            |                 |                 |                 |                 |                 |                 |                 |                 |                 |       |       |       |
|  | «Юнион Сент-Жиллуаз» | «Юнион Сент-Жиллуаз» | «Юнион Сент-Жиллуаз» | «Юнион Сент-Жиллуаз» | «Юнион Сент-Жиллуаз» | «Юнион Сент-Жиллуаз» | «Юнион Сент-Жиллуаз» | «Юнион Сент-Жиллуаз» | «Юнион Сент-Жиллуаз» |                      |                      |                      | 6                    |                      |                      |                      |                      |                      |                      |            |            |            |                 |                 |                 |                 |                 |                 |                 |                 |                 |       |       |       |
|  | «Дуйсбургер» SV      | «Дуйсбургер» SV      | «Дуйсбургер» SV      | «Дуйсбургер» SV      | «Дуйсбургер» SV      | «Дуйсбургер» SV      | «Дуйсбургер» SV      | «Дуйсбургер» SV      | «Дуйсбургер» SV      | 2                    |                      |                      |                      |                      |                      |                      |                      |                      |                      |            |            |            |                 |                 |                 |                 |                 |                 |                 |                 |                 |       |       |       |
|  | «Дуйсбургер» SV      | «Дуйсбургер» SV      | «Дуйсбургер» SV      | «Дуйсбургер» SV      | «Дуйсбургер» SV      | «Дуйсбургер» SV      | «Дуйсбургер» SV      | «Дуйсбургер» SV      | «Дуйсбургер» SV      | 2                    | «Юнион Сент-Жиллуаз» | «Юнион Сент-Жиллуаз» | «Юнион Сент-Жиллуаз» | «Юнион Сент-Жиллуаз» | «Юнион Сент-Жиллуаз» | «Юнион Сент-Жиллуаз» | «Юнион Сент-Жиллуаз» | «Юнион Сент-Жиллуаз» | «Юнион Сент-Жиллуаз» | 0(+)       |            |            |                 |                 |                 |                 |                 |                 |                 |                 |                 |       |       |       |
|  |                      |                      |                      |                      |                      |                      |                      |                      |                      |                      | «Юнион Сент-Жиллуаз» | «Юнион Сент-Жиллуаз» | «Юнион Сент-Жиллуаз» | «Юнион Сент-Жиллуаз» | «Юнион Сент-Жиллуаз» | «Юнион Сент-Жиллуаз» | «Юнион Сент-Жиллуаз» | «Юнион Сент-Жиллуаз» | «Юнион Сент-Жиллуаз» | 0(+)       |            |            |                 |                 |                 |                 |                 |                 |                 |                 |                 |       |       |       |
|  |                      |                      | «Брюгге»             | «Брюгге»             | «Брюгге»             | «Брюгге»             | «Брюгге»             | «Брюгге»             | «Брюгге»             | «Брюгге»             | «Брюгге»             | 0(-)                 |                      |                      |                      |                      |                      |                      |                      |            |            |            |                 |                 |                 |                 |                 |                 |                 |                 |                 |       |       |       |
|  | «Брюгге»             | «Брюгге»             | «Брюгге»             | «Брюгге»             | «Брюгге»             | «Брюгге»             | «Брюгге»             | «Брюгге»             | «Брюгге»             | «Брюгге»             | «Брюгге»             | 0(-)                 | 3                    |                      |                      |                      |                      |                      |                      |            |            |            |                 |                 |                 |                 |                 |                 |                 |                 |                 |       |       |       |
|  | «Брюгге»             | «Брюгге»             | «Брюгге»             | «Брюгге»             | «Брюгге»             | «Брюгге»             | «Брюгге»             | «Брюгге»             | «Брюгге»             |                      |                      |                      | 3                    |                      |                      |                      |                      |                      |                      |            |            |            |                 |                 |                 |                 |                 |                 |                 |                 |                 |       |       |       |
|  | «Дойчер» ФК          | «Дойчер» ФК          | «Дойчер» ФК          | «Дойчер» ФК          | «Дойчер» ФК          | «Дойчер» ФК          | «Дойчер» ФК          | «Дойчер» ФК          | «Дойчер» ФК          | 2                    |                      |                      |                      |                      |                      |                      |                      |                      |                      |            |            |            |                 |                 |                 |                 |                 |                 |                 |                 |                 |       |       |       |
|  | «Дойчер» ФК          | «Дойчер» ФК          | «Дойчер» ФК          | «Дойчер» ФК          | «Дойчер» ФК          | «Дойчер» ФК          | «Дойчер» ФК          | «Дойчер» ФК          | «Дойчер» ФК          | 2                    |                      |                      |                      |                      |                      |                      |                      |                      |                      |            |            |            |                 |                 |                 |                 |                 |                 |                 |                 |                 |       |       |       |
|  |                      |                      |                      |                      |                      |                      |                      |                      |                      |                      |                      |                      |                      |                      |                      |                      |                      |                      |                      |            |            |            |                 |                 |                 |                 |                 |                 |                 |                 |                 |       |       |       |

### Матчи

#### 1/4 финала
В стартовом матче бельгийский «Даринг», продемонстрировавший неплохую сыгранность, создал значительные проблемы британским фаворитам турнира, вышедшим на поле сразу после утомительного морского и железнодорожного путешествия, усугублённого вынужденным полуторачасовым ожиданием у входа на стадион, куда их поначалу не хотели пропускать без билетов. Во втором тайме бельгийцы открыли счёт и лишь мастерство Бобби МакКола позволило «Нозерн Номадс» уйти от поражения в основное время. Пятнадцать минут овертайма также не дали результата, и, поскольку поле нужно было освобождать для ожидавших уже более часа своей очереди следующих участников турнира, пришлось назначить переигровку матча на следующий день.
Голландцы достаточно уверенно победили другой бельгийский клуб «Серкль Брюгге» — уже к середине первого тайма один из сильнейших нападающих сборной Нидерландов той поры Маннес Франкен забил два гола, один из которых почти сразу же отквитал его бельгийский визави Альфонс Сикс. В дальнейшем голландцы доминировали и довели матч до победы.
Следующий день начался с незапланированной изначально переигровки «Даринга» и «Нозерн Номадс». Теперь уже бельгийские игроки не смогли собраться вовремя и начало встречи пришлось задержать на полтора часа (впрочем, бельгийцы так и не явились полным составом и провели игру вдесятером). Получившие неожиданную фору британцы уже в первом тайме забили два гола и преимущество не упустили.
В матче одного из лидеров бельгийского чемпионата — клуба «Юнион Сент-Жиллуаз» — с немецким «Дуйсбургом» бельгийцы продемонстрировали слаженную игру (несмотря на то, что в их состав был усилен сразу пятью игроками других клубов, что вызвало протест немцев), несколько омрачённую излишне резкой игрой. Хотя немцам и удалось открыть счёт, еще в первом тайме англичанин Джерард Льюис (приглашённый на этот матч из клуба  «Беерсхот») сумел воплотить усилия команды в четыре забитых мяча (два из них были проведены с отличных передач правого крайнего Макса Тобиаса). После перерыва игра несколько успокоилась, и на голы будущих олимпийских чемпионов Луи ван Хеге и Жоржа Эбдина немцы смогли ответить лишь красивым ударом головой Вилли Хёна .     
Матч другого лидера чемпионата Бельгии с представителями Праги также выдался упорным. Умело комбинировавшие игроки «Дойчер» ФК не всегда были точны в завершении атак, тем не менее, они вели незадолго до конца основного времени после голов Роберта Цимеры и Роберта Мерца (оба они спустя два года забивали за Австрию и на Олимпийских играх). После того, как капитан «Брюгге» Шарль Гамбье не реализовал пенальти, казалось, что бельгийцам не спасти матч; однако в самой концовке им всё же удалось сравнять счёт и забить решающий гол на 115 минуте дополнительного времени, одержав, по мнению очевидцев, незаслуженную победу.
| 5 мая | «Нозерн Номадс»    | 1:1 (от) | «Даринг»         | «Плэн де Спортс», Брюссель |
| 1445 | - Б.МакКолл (1:1)′ | (отчёт)  | - (0:1)′ Бракман | Судья: К.Гротхофф          |
| «Нозерн Номадс»: Сванн - Дьюкэн, Бардсли - Дж.Хили, А.Смит, Дж.Джонс - Вайт, Скен, Гилмор, Б.МакКолл, Мэнсфилд «Даринг»: Ван Мелдерен - Стеркфал, Робин - Боссарт, Бракман, Баувенс - Фербюгген, ван Трихт, Ван Стасех, Бребарт, Ван Каувенб |                    |          |                  |                            |

| 5 мая | HVV Гаага          | 2:1     | «Серкль Брюгге» | «Плэн де Спортс», Брюссель |
| ~1700 | - Франкен ~15′ 25′ | (отчёт) | - 30′ А.Сикс    |                            |
| HVV Гаага: П.Де Грот - Ван Лейден, Хейнинг - Т.Кесслер, Мундт, Гонсальвес - Арноут, Лютьенс, Фейт, Франкен, Д.Кесслер «Серкль Брюгге»: Баес - Девульф, Де Корт - Фербрюгге, Булкарт, Прост - Реус, ван Хоутт, А.Сикс, Сейс, Нолле |                    |         |                 |                            |

| 6 мая     | «Нозерн Номадс» | 2:0     | «Даринг» | «Плэн де Спортс», Брюссель |
| 1430      |                 | (отчёт) |          | Судья: К.Гротхофф          |
| «Даринг»: |                 |         |          |                            |

| 6 мая | «Юнион Сент-Жиллуаз»                                                   | 6:2     | «Дуйсбургер» SV           | «Плэн де Спортс», Брюссель |
| ~1615 | - Д.Льюис (1:1)′ (2:1)′ (3:1)′ (4:1)′ - ван Хеге (5:1)′ - Эбдин (6:2)′ | (отчёт) | - 5′ Г.Фишер - (5:2)′ Хён | Судья: К.Гротхофф          |
| «Юнион Сент-Жиллуаз»: Лерой - Жо, Полманс - Матен, Г.Ван ден Эйнде, Ш.Ван дер Стаппен - Тобиас, Кеворкян, Д.Льюис, ван Хеге, Эбдин «Дуйсбургер» SV: Икенберг - Шенкель, Боманн - К.Шиллинг, Шуттен, Л.Будзински - Хён, Герхардтс, Г.Фишер, Мункер, В.Фишер |                                                                        |         |                           |                            |

| 6 мая | «Брюгге»                                                  | 3:2 (от) | «Дойчер» ФК                   | «Плэн де Спортс», Брюссель |
| ~1900 | - Ш.Гамбье (1:0)′ (пен.) (1:2) (пен.) - ? (2:2)′ - ? 115′ | (отчёт)  | - (1:1)′ Цимера - (1:2)′ Мерц | Судья: Т.Кил               |
| «Брюгге»: Глорье - Андрье, Фербейк - Ж.Гамбье, Ш.Гамбье , Дюфрен - Бокст, Делафон, Девен, А.Гамбье, Струббе «Дойчер» ФК: ШтайнерI - Отто, Курпель - Сойка, Фихель , Цимера - Кассо, ШтайнерII, Мерц, Траубе, Турм |                                                           |          |                               |                            |

#### 1/2 финала
В первом полуфинале англичане, наконец, обрели нужную форму и с середины первого тайма захватили инициативу и настойчиво атаковали ворота голландцев. Результатом стал гол правого инсайда Эверсли Мэнсфилда, добившего отскочивший от вратаря мяч в сетку после удара Джона МакКенны с правого края. Во втором тайме игровое преимущество «Нозерн Номадс» было подавляющим, хотя забить им удалось лишь однажды.
Второй полуфинал представлял собой главное бельгийское дерби тех времён. Напряжённо начавшаяся на скользком от дождя поле игра уже на 30 минуте пришла к неожиданной развязке — в борьбе с центрхавом соперников Гийомом Ван ден Эйнде получил тяжёлую травму капитан «Брюгге» Шарль Гамбье, который не смог продолжить игру и покинул поле. Не желая проводить столь принципиальный матч без своего лидера, команда «Брюгге» последовала за капитаном, уступив соперникам выход в финал без борьбы.
| 7 мая | «Нозерн Номадс»                  | 2:0     | HVV Гаага | «Плэн де Спортс», Брюссель |
| 1415 | - Мэнсфилд (1)′ - Б.МакКолл (2)′ | (отчёт) |           |                            |
| «Нозерн Номадс»: Бребнер - Дж.Джонс , Бардсли - Дж.Хили, А.Смит, Холл - МакКенна, Мэнсфилд, Скен, Б.МакКолл, Гилмор HVV Гаага: П.Де Грот - Ван Лейден, Хейнинг - Т.Кесслер, Мундт, Гонсальвес - Арноут, ван Стенвельт, Фейт, Франкен, Лютьенс |                                  |         |           |                            |

| 7 мая | «Юнион Сент-Жиллуаз» | 0:0 (30') | «Брюгге» | «Плэн де Спортс», Брюссель |
| 1600 |                      | (отчёт)   |          | Судья: К.Гротхофф          |
| «Юнион Сент-Жиллуаз»: Лерой - Жо, Полманс - Матен, Г.Ван ден Эйнде, Ш.Ван дер Стаппен - Тобиас, Кеворкян, Д.Льюис, ван Хеге, Эбдин · «Брюгге»: ... Фербейк, Ш.Гамбье (30'), Дюфрен, Патерностер ... |                      |           |          |                            |

#### Финал
В финале встретились достойные соперники — бельгийцы, предложив более искушенным оппонентам жесткую темповую игру, почти весь матч имели заметное преимущество. Но вновь, как и в двух предыдущих играх, британцам удалась концовка первого тайма. Вначале Боб МакКол сумел обыграть нескольких защитников и неожиданным элегантным ударом развел Анри Лероя и мяч по разным углам. В самом конце тайма Джон МакКенна в британском стиле замкнул головой навес на дальнюю штангу. Второй тайм прошёл в атаках бельгийцев, создавших ряд острых моментов, но защита и вратарь Рон Бребнер оказались на высоте. Британцы одержали победу в турнире.
| «Нозерн Номадс»                  | 2:0     | «Юнион Сент-Жиллуаз» |
| -------------------------------- | ------- | -------------------- |
| - Б.МакКолл ~25′ - МакКенна ~40′ | (отчёт) |                      |

| «Нозерн Номадс»: Бребнер - Дж.Джонс , Бардсли - Дж.Хили, А.Смит, Холл - МакКенна, Мэнсфилд, Скен, Б.МакКолл, Вайт «Юнион Сент-Жиллуаз»: Лерой - Пирар, Полманс - Леклерк, Клейтон, Ван дер Стаппен - Тобиас, Кеворкян, Д.Льюис, ван Хеге, Эбдин |

## Комментарии
1. ↑  Чемпионат затянулся ввиду переноса ряда игр и необходимости проведения дополнительного матча за первенство. Хотя практически все матчи были сыграны уже к 1 мая, окончательно чемпионат был окончен только 12 июня.
2. ↑  Вик Гонсальвес имел индийские корни и смуглый цвет кожи, будучи одним из первых голландских футболистов с экзотической внешностью[9].
3. ↑  В матче «Нозерн Номадс» — «Даринг» первого круга, начавшемся ввиду организационных неурядиц на полтора часа позже запланированного времени, дополнительное время было сокращено вдвое.